# Feldhandball-Bundesliga 1973
Die Feldhandball-Bundesliga 1973 war die sechste und letzte vom DHB ausgerichtete Bundesliga-Runde im deutschen Feldhandball. Die Spiele um die 23. Feldhandball-Meisterschaft des DHB wurden in einer Nord- und einer Süd-Staffel zwischen dem 31. März und dem 15. Juli 1973 ausgetragen; das Endspiel fand am 15. Juli 1973 in Wetzlar vor 3.500 Zuschauern statt.
Neuer Deutscher Meister wurde der TV Großwallstadt, der die abschließende Finalrunde der Nord- und Süd-Liga mit einem 13:10 im Endspiel gegen die SVH Kassel für sich entscheiden konnte. Der TVG feierte damit den ersten Handball-Titel der Vereinsgeschichte.

## Modus
Auch diese letzte Bundesliga-Runde wurde in zwei Staffeln (Nord und Süd) mit je acht Mannschaften ausgetragen, die in Hin- und Rückspielen die jeweiligen Staffelsieger ermittelten. Die Ersten und Zweiten der beiden Staffeln waren für die Teilnahme am Halbfinale qualifiziert, welches ebenfalls in Hin- und Rückspiel ausgetragen wurde; die beiden Halbfinalsieger bestritten das Endspiel um die Deutsche Meisterschaft.
Da die Bundesliga am Ende der Saison aufgelöst wurde und die Mannschaften in die Regionalligen zurückgestuft wurden, gab es in diesem Jahr keine Aufsteiger/Absteiger.

## Zusammenfassung Saisonverlauf
Im Norden war wie im Vorjahr Eintracht Hagen, die erst zur Saison 1972 in die Bundesliga aufgestiegen war, Staffelsieger geworden. Im Süden hatte sich Kassel knapp gegen Großwallstadt durchgesetzt; wegen Punktgleichstand nach dem letzten Spieltag der Staffel musste am 23. Juni in Butzbach zwischen den beiden Teams ein Entscheidungsspiel über den Staffelsieg ausgetragen werden, welches Kassel mit 12:10 (Halbzeit 7:8) für sich entschieden hatte, außerdem hatte Kassel in den Rundenspielen bereits das Heimspiel gegen den TVG gewonnen und im Auswärtsspiel gegen Großwallstadt ein Unentschieden halten können.
Im Halbfinale setzten sich wie im Vorjahr die Mannschaften der Südstaffel durch, so dass schließlich auch das Endspiel zwischen Kassel und Großwallstadt ausgetragen wurde. Diese entscheidende vierte Begegnung der beiden Mannschaften in dieser Saison gewann der TVG.

### Bundesliga Nord

#### Tabelle
|    | Abschlusstabelle Nord   | Sp. | S  | U | N  | Tore    | Diff. | Punkte |
| -- | ----------------------- | --- | -- | - | -- | ------- | ----- | ------ |
| 1. | VfL Eintracht Hagen     | 14  | 10 | 2 | 2  | 215:162 | +53   | 22:6   |
| 2. | TV Oppum 1894           | 14  | 10 | 1 | 3  | 194:166 | +28   | 21:7   |
| 3. | TV Angermund 09         | 14  | 9  | 1 | 4  | 192:156 | +36   | 19:9   |
| 4. | TuS 05 Wellinghofen     | 14  | 9  | 1 | 4  | 229:193 | +36   | 19:9   |
| 5. | OSC 04 Rheinhausen      | 14  | 8  | 1 | 5  | 211:181 | +30   | 17:11  |
| 6. | SG Bremen-Ost (A)       | 14  | 4  | 0 | 10 | 176:207 | −31   | 8:20   |
| 7. | Eintracht Braunschweig  | 14  | 2  | 0 | 12 | 130:198 | −68   | 4:24   |
| 8. | HSG Westende/Hamborn 07 | 14  | 1  | 0 | 13 | 132:216 | −84   | 2:26   |

#### Ergebnisse
Ergebnisse der Spiele der Bundesliga Nord dieser Saison
Heimmannschaft: linke Spalte / Gastmannschaft: obere Zeile
| Bundesliga Nord 1973    | VfL Eintracht Hagen | TV Oppum 1894 | TV Angermund 09 | TuS 05 Wellinghofen | ESV Rheinh. | SG Bremen | Eintracht Braunschweig | Sportfreunde Hamborn 07 |
| ----------------------- | ------------------- | ------------- | --------------- | ------------------- | ----------- | --------- | ---------------------- | ----------------------- |
| VfL Eintracht Hagen     |                     | 13:13         | 16:14           | 16:16               | 19:15       | 25:17     | 16:8                   | 20:8                    |
| TV Oppum 1894           | 12:14               |               | 17:14           | 19:17               | 17:16       | 15:12     | 16:12                  | 16:9                    |
| TV Angermund 09         | 10:15               | 10:8          |                 | 18:12               | 12:12       | 19:10     | 15:11                  | 14:6                    |
| TuS 05 Wellinghofen     | 14:9                | 14:15         | 14:17           |                     | 22:16       | 17:15     | 19:6                   | 21:11                   |
| OSC 04 Rheinhausen      | 13:6                | 13:12         | 15:12           | 13:14               |             | 20:14     | 19:7                   | 16:14                   |
| SG Bremen-Ost           | 8:12                | 9:16          | 10:12           | 11:13               | 14:13       |           | 11:16                  | 20:10                   |
| Eintracht Braunschweig  | 8:16                | 6:7           | 4:13            | 10:17               | 9:15        | 10:14     |                        | 17:13                   |
| HSG Westende/Hamborn 07 | 6:18                | 7:11          | 6:12            | 17:19               | 9:15        | 9:11      | 7:6                    |                         |

### Bundesliga Süd

#### Tabelle
|    | Abschlusstabelle Süd  | Sp. | S  | U | N  | Tore    | Diff. | Punkte |
| -- | --------------------- | --- | -- | - | -- | ------- | ----- | ------ |
| 1. | SVH Kassel            | 14  | 10 | 1 | 3  | 189:163 | +26   | 21:7   |
| 2. | TV Großwallstadt      | 14  | 10 | 1 | 3  | 239:184 | +55   | 21:7   |
| 3. | SG Leutershausen      | 14  | 9  | 1 | 4  | 203:182 | +21   | 19:9   |
| 4. | TV Hochdorf           | 14  | 5  | 3 | 6  | 194:205 | −11   | 13:15  |
| 5. | TSV Birkenau          | 14  | 6  | 1 | 7  | 204:204 | 0     | 13:15  |
| 6. | TSV 1895 Oftersheim   | 14  | 5  | 2 | 7  | 192:193 | −1    | 12:16  |
| 7. | TS Steinheim 1874 (P) | 14  | 5  | 1 | 8  | 184:206 | −22   | 11:17  |
| 8. | TSV Allach 09         | 14  | 1  | 0 | 13 | 194:262 | −68   | 2:26   |

#### Ergebnisse
Ergebnisse der Spiele der Bundesliga Süd dieser Saison
Heimmannschaft: linke Spalte / Gastmannschaft: obere Zeile
| Bundesliga Süd 1973 | SVH Kassel | TV Großwallstadt | SG Leutershausen | TV Hochdorf | TSV Birkenau | TSV Ofters. | TS Steinheim 1874 | TSV Allach |
| ------------------- | ---------- | ---------------- | ---------------- | ----------- | ------------ | ----------- | ----------------- | ---------- |
| SVH Kassel          |            | 11:9             | 14:13            | 15:10       | 14:10        | 17:11       | 14:11             | 11:8       |
| TV Großwallstadt    | 12:12      |                  | 21:10            | 15:7        | 18:14        | 16:13       | 9:10              | 19:13      |
| SG Leutershausen    | 16:10      | 21:17            |                  | 12:10       | 14:12        | 15:14       | 17:10             | 23:13      |
| TV Hochdorf         | 9:7        | 12:25            | 13:15            |             | 16:10        | 14:19       | 18:13             | 20:15      |
| TSV Birkenau        | 9:15       | 16:18            | 16:10            | 13:13       |              | 14:11       | 18:16             | 23:18      |
| TSV 1895 Oftersheim | 17:10      | 15:18            | 10:10            | 17:17       | 14:16        |             | 16:13             | 12:10      |
| TS Steinheim 1874   | 14:21      | 11:18            | 11:10            | 15:15       | 13:12        | 10:6        |                   | 25:16      |
| TSV Allach 09       | 14:18      | 19:24            | 11:17            | 14:20       | 14:21        | 13:17       | 16:12             |            |

### Endrunde

#### Halbfinale
Hinspiel / Rückspiel
TV Großwallstadt – VfL Eintracht Hagen: 17:12 / 16:15
TV Oppum 1894 – SVH Kassel: 11:12 / 11:13

#### Endspiel
TV Großwallstadt – SVH Kassel: 13:10 (nach Verlängerung; 9:9, Halbzeit 6:4)

## Das Ende des Feldhandballs
Bereits im Anschluss an die „Pokalrunden-Saison“ des Vorjahres hatte der DHB-Vorstand entschieden, dass diese Saison 1973 die letzte der Feldhandball-Bundesliga sein sollte; mit dem Finale in Wetzlar wurde der Feldhandball, „das inzwischen ungeliebte Kind des Deutschen Handball-Bundes, [...] beerdigt“. Damit wurde zuletzt auch in Deutschland eine Entwicklung nachvollzogen, die international schon seit längerer Zeit beendet war.
Mehrere Spitzenvereine hatten zu Beginn der 1970er Jahre schon die Konsequenz gezogen und sich aus der Bundesliga, also dem Feldhandball als Leistungssport, abgemeldet, um ihre Kräfte auf den populäreren Hallenhandball zu konzentrieren. Das Signal hierzu gaben in der dritten Bundesliga-Saison 1969 der Hamburger SV und der VfL Gummersbach; nach dieser Spielzeit wurde auch die Teilnehmerzahl der Feldhandball-Bundesliga von 20 auf 16 abgesenkt. In der folgenden Saison 1970 zog sich Frisch Auf Göppingen zurück; zuletzt hatte nach Ende der vergangenen Saison 1972 sogar der TSV Grün-Weiß Dankersen seine Großfeldmannschaft aus dem Spielbetrieb zurückgezogen, ein Verein, der nur ein Jahr zuvor noch die triumphale Doppelmeisterschaft gefeiert hatte (Hallenmeister 1971/Feldmeister 1971).
In dieser letzten Feldhandball-Bundesligarunde gab es nur noch drei Vereine, die weiter den Spagat versuchten, gleichermaßen auf dem Feld wie in der Hallenhandball-Bundesliga 1972/73 erfolgreich zu sein: Der TuS 05 Wellinghofen war in den Nordstaffeln, der TV Großwallstadt sowie die SG Leutershausen in den Südstaffeln beider Bundesligen vertreten. Das Ende des Feldhandballs war aber besiegelt, an den noch folgenden letzten beiden offiziellen Meisterschafts-Endrundenturnieren im Feldhandball nahm kein Hallenhandball-Bundesligist mehr teil, der Hallenhandball hatte sich gegenüber der Freiluftvariante der Sportart endgültig durchgesetzt.